# Дукачик грянець
Дукачик грянець (Lycaena phlaeas) — вид денних метеликів родини синявцевих (Lycaenidae)

## Поширення
Вид досить поширений в Європі, Північній Африці (ареал досягає до Ефіопії), Азії (за винятком тропічних регіонів) та на заході Північної Америки. В Україні звичний вид на всій території країни.

## Опис
Довжина переднього крила 12-16 мм. Передні крила зверху червоні з контрастними чорно-бурими плямами і таким же кольором облямівкою. Задні крила червонувато-бурі з червоною крайовою смужкою, що не доходить до переднього краю.

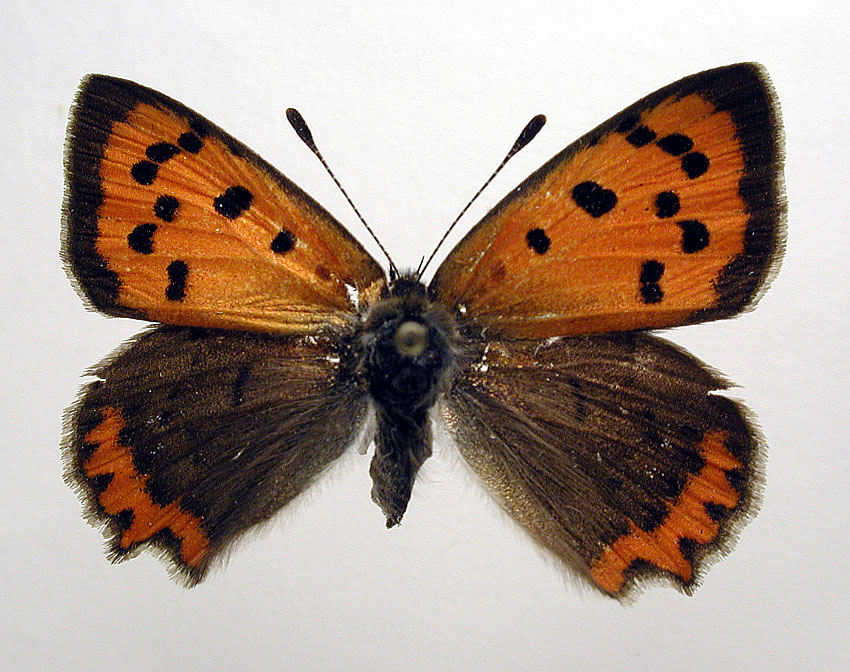
Дорсальна сторона
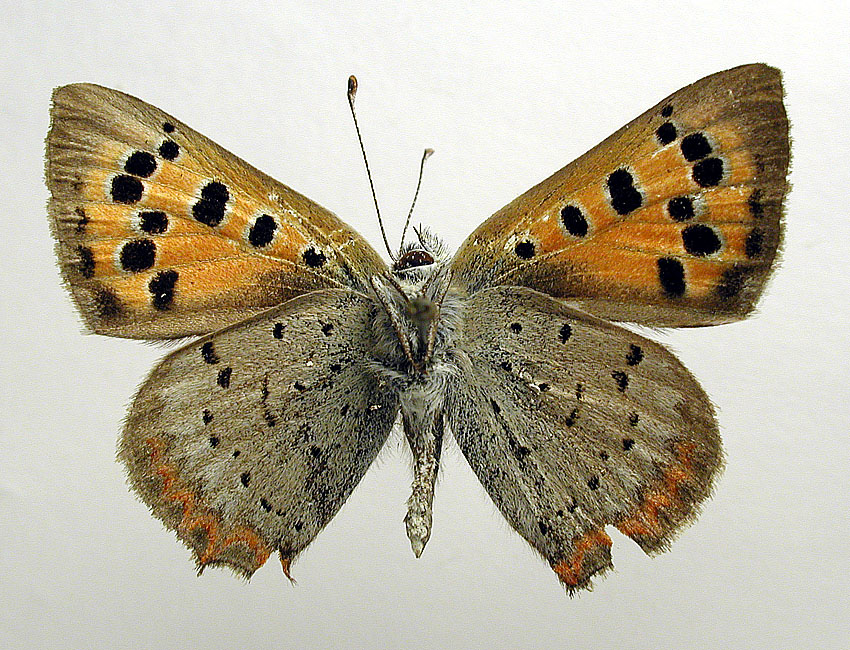
Вентральна сторона
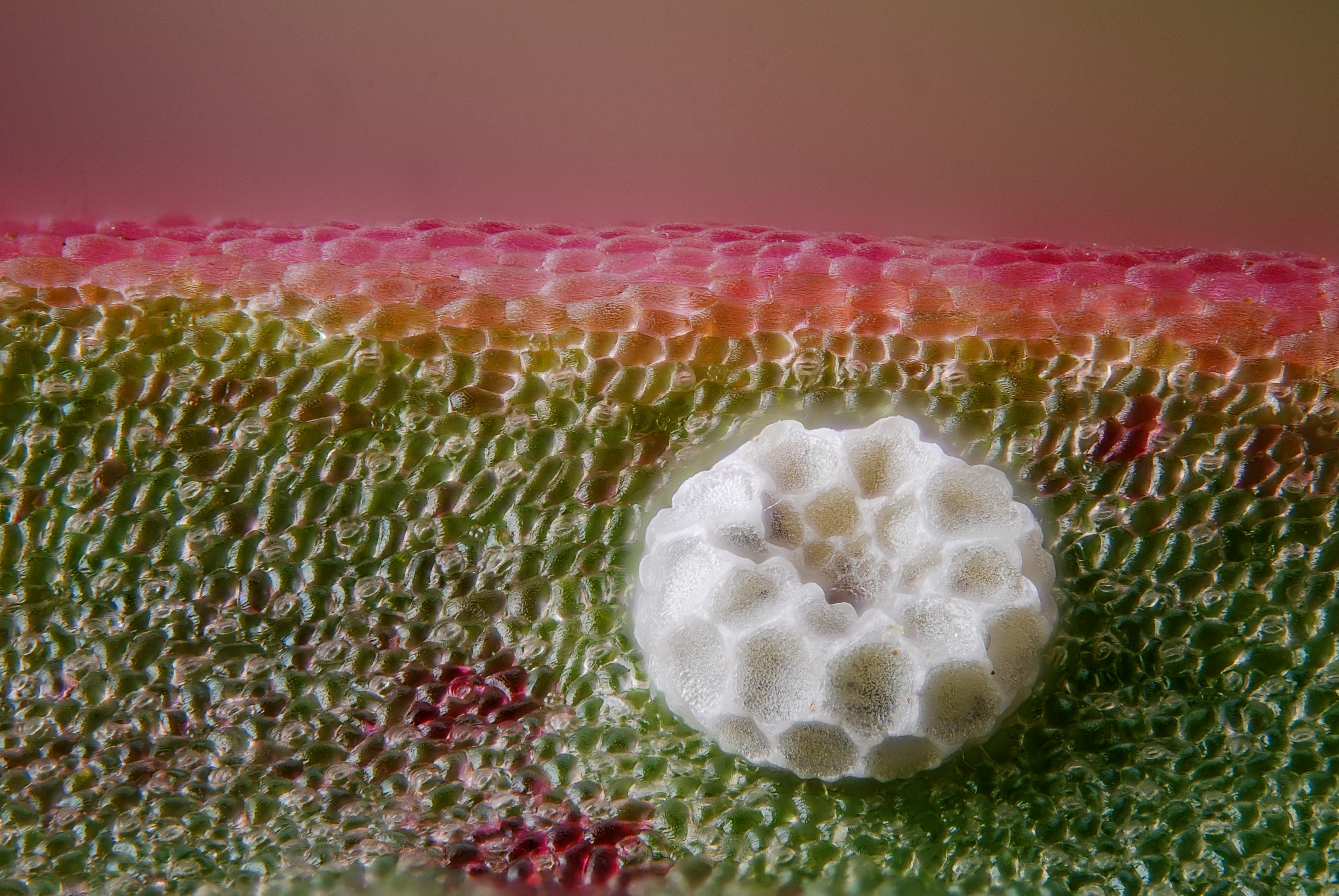
Яйце
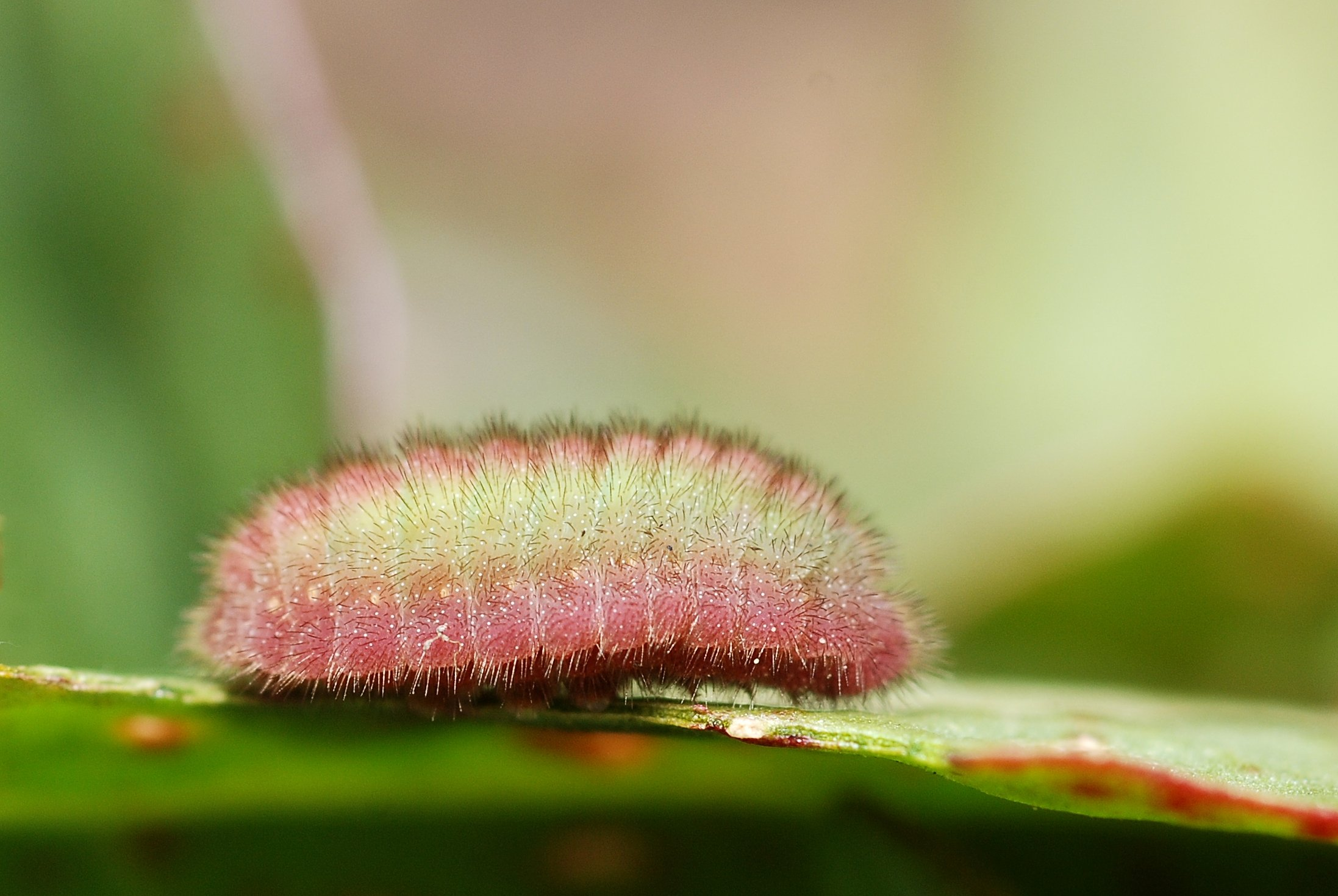
Гусінь

## Спосіб життя
Літають з початку травня до кінця жовтня. За рік буває два, а часом чотири покоління. Самиці відкладають по 1-2 яйця на листя, стебла або квітки кормових рослин. Кормові рослини гусені — щавель кислий та щавель горобиний, рідше інші види щавлю. Молоді гусениці зимують в опалому листі. Навесні вони швидко ростуть і заляльковуються в ґрунті в обплетеному павутиною коконі з листя.